# La visita de Enrique III a la villa Contarini
La visita de Enrique III a la villa Contarini es un fresco ejecutado por el pintor rococó italiano Giovanni Battista Tiepolo. Se transpuso a lienzo y actualmente se exhibe en el Museo Jacquemart-André de París (Francia).
Se trata de una pintura de género histórico. Representa la visita que hizo Enrique III de Francia, hijo del rey Enrique II y de su esposa Catalina de Médici, a la noble familia italiana de los Contarini en el año 1574. La escena se enmarca en las arquitecturas pintadas para él por el quadraturista G. Mengozzi Colonna.
Tiepolo recrea en la pintura un mundo aristocrático. Su estética recuerda y continúa la del Veronés.